# Exetastes vacillans
Exetastes vacillans är en stekelart som först beskrevs av Cameron 1897.  Exetastes vacillans ingår i släktet Exetastes och familjen brokparasitsteklar. Inga underarter finns listade i Catalogue of Life.